# 시마무라 쓰요시
시마무라 쓰요시(일본어: 島村 毅, 1985년 8월 10일 ~ )는 일본의 전 축구 선수이다.

## 구단 경력
그는 2008년부터 2018년까지 J리그의 쇼난 벨마레, 도쿠시마 보르티스에서 활동하였다.